# Airtight Games
Airtight Games је био амерички независни програмер видео игара са седиштем у Редмонду, основан 2004. Чинили су га бивши чланови студија ФАСА, Will Vinton Studios и Мајкрософт, као и неколико других студија, а кључни чланови су били председник и креативни директор Џим Дил, уметнички директор Мет Брунер и суоснивач Ед Фриес.

## Историја
Airtight Games је формиран 2004. године од стране главног тима који је објавио Xbox наслов Crimson Skies: High Road to Revenge. Њихов први наслов је био акциона игра "Dark Void" из 2010. године, коју је издао Капком и објавио за Microsoft Windows, PlayStation 3 и Xbox 360 платформе.
2012. године издали су игру за пазлу-платформу са Square Enix-ом као издавачем, под називом Quantum Conundrum. После тога су направили две мобилне игре за iOS у 2012. и 2013. години.
У јуну 2014. објавили су авантуристичко-мистериозну игру Murdered: Soul Suspect, коју је објавио Square Enix за Microsoft Windows, PlayStation 3, PlayStation 4, Xbox 360 и Xbox One. Раније те године студио је отпустио 14 запослених, а њихов креативни директор Ким Свифт придружио се Amazon Game Studios-у.  Месец дана касније Airtight Games је престао са радом, у јулу 2014.

## Развијене игре
| Година | Наслов                 | Издавач        | Платформе | Платформе | Платформе | Платформе | Платформе | Платформе | Платформе |
| Година | Наслов                 | Издавач        | Ouya      | iOS       | PS3       | Win       | X360      | PS4       | XBO       |
| ------ | ---------------------- | -------------- | --------- | --------- | --------- | --------- | --------- | --------- | --------- |
| 2010   | Dark Void              | Capcom         | Не        | Не        | Да        | Да        | Да        | Не        | Не        |
| 2012   | Quantum Conundrum      | Square Enix    | Не        | Не        | Да        | Да        | Да        | Не        | Не        |
| 2012   | Pixld                  | Airtight Games | Не        | Да        | Не        | Не        | Не        | Не        | Не        |
| 2013   | DerpBike               | Airtight Games | Не        | Да        | Не        | Не        | Не        | Не        | Не        |
| 2014   | Soul Fjord             | Airtight Games | Да        | Не        | Не        | Не        | Не        | Не        | Не        |
| 2014   | Murdered: Soul Suspect | Square Enix    | Не        | Не        | Да        | Да        | Да        | Да        | Да        |